# Muro de Sormano

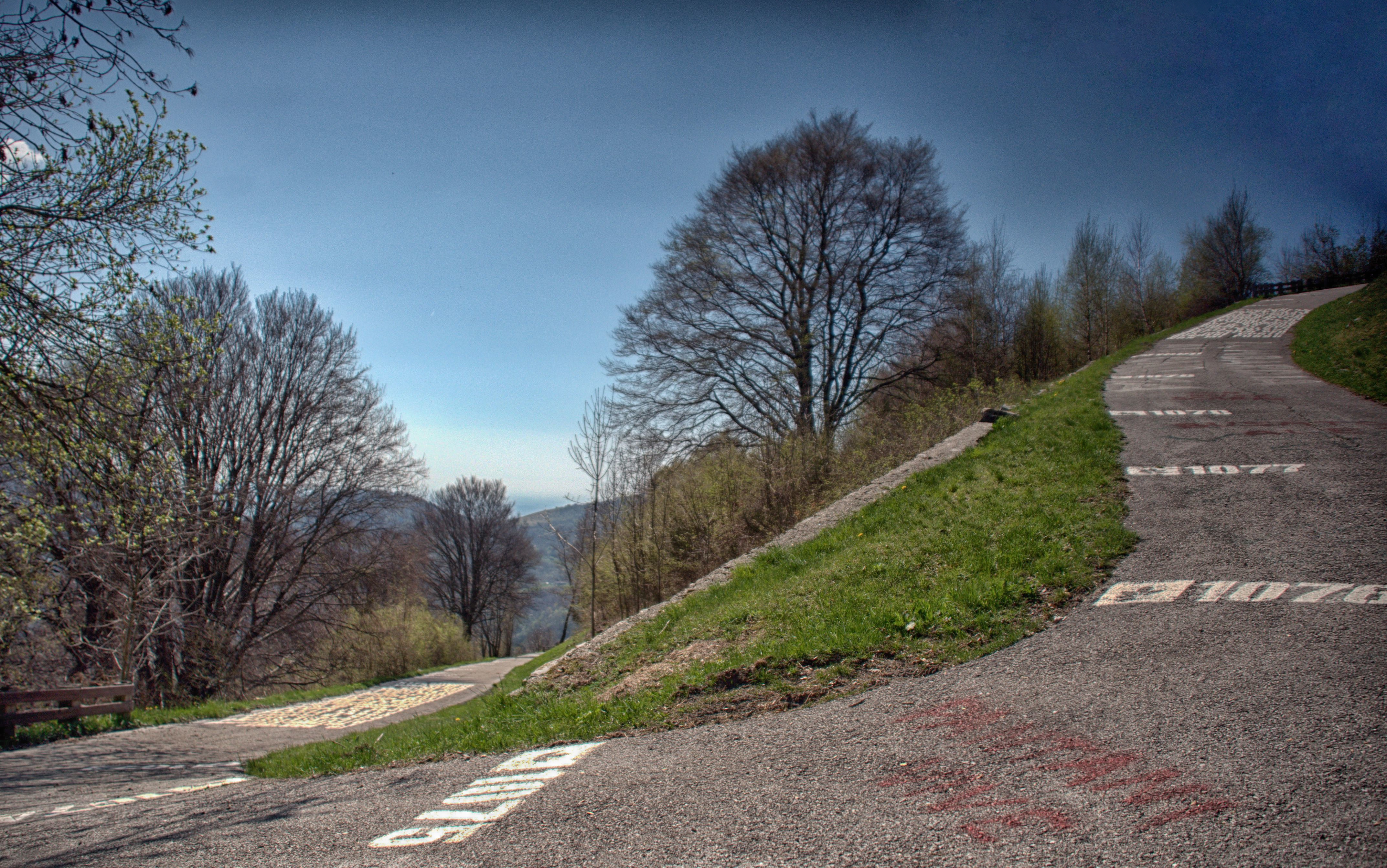
Muro de Sormano

O Muro de Sormano é uma subida conhecida entre os fanáticos de ciclismo devido à sua dificuldade. Fez-se famoso na década de 1960 quando foi incluído no traçado do Giro de Lombardia. Após um período de abandono, o Muro tem sido recentemente pavimentado e fechado ao tráfico motorizado.

## História
O Muro de Sormano incluiu-se no Giro de Lombardia, na sua edição de 1960, quando o director da corrida, Vincenzo Torriani, desejando fazer a carreira mais competitiva, decidiu acrescentar esta nova subida, com pendentes curtas mas fortes (2,4 km com picos de 24%), pouco depois de Ghisallo e antes da chegada a Como.
O efeito desejado conseguiu-se inclusive para além das expectativas: a subida resultou tão dura que muitos profissionais se viram obrigados a baixar da bicicleta e caminhar.
O Muro de Sormano permaneceu na estrada de três edições, até 1962: nesse ano, Ercole Baldini estabeleceu o recorde da subida de 9'24". Após essa edição, decidiu-se não fazer mais frente a esta escalada extrema, também porque a carreira foi distorcida pelos numerosos empurrões que os ciclistas recebiam dos espetadores como ajuda.
Após a construção da nova estrada provincial, mais larga e com pendentes mais acessíveis, o caminho do Muro também foi abandonado pelo tráfico motorizado e caiu em desuso. Após umas poucas décadas, no entanto, alguns aficionados ao ciclismo têm promovido a recuperação e em 2006, substituiu-se o antigo pavimento em estado ruinoso, com uma nova superfície de asfalto. O Muro abriu-se de novo à disposição dos ciclistas.
O Muro incluiu-se na edição de 2012 do Giro de Lombardia e a sua etapa celebrou-se a 29 de setembro. "Purito" Rodríguez, ainda que não ganhou a etapa, estabeleceu o novo recorde em 9:02.

## Estrada
O Muro começa a partir da união da estrada principal de Asso que leva a Pian do Tivano. A uns centos de metros após a localidade de Sormano, depois de uma curta descida e uma ponte que se estende por um rio, se inicia a subida de 2 400 metros sobre um desnível de quase 300 metros (831 m de altitude inicial, final de 1 124 m), com uma pendente média de 12% e picos de até 24%.
O caminho, muito estreito, eleva-se no meio do bosque; há quatro curvas. Ao longo da subida de uma série de grafitis no asfalto que indicam, metro a metro, a elevação, pelo que o ciclista pode saber sempre onde está e o que lhe resta para o final da subida; e o facto de que as indicações sejam mais ou menos próximas, é indicativa da maior ou menor pendente. Os indicadores mostram aos visitantes as diferentes espécies de árvores presentes. Entre a terça e quarta curva, assinalam-se alguns lugares de interesse: Os Cornos di Canzo, o Cornizzolo, o Barzaghino, o Palanzone e mais ao leste, o Resegone e o Grigne.
O final do Muro está unido à estrada provincial e a costa acima durante uns vinte metros chega-se à cidade de Colma di Sormano, 1 124 m sobre o nível do mar, onde o caminho cruza e continua costa abaixo para Pian del Tivano para o trânsito de Zelbio (775 m) e depois terminar, após seis quilómetros, no ramo oeste da lago de Como. Se gira-se à direita, volta-se a Asso para regressar no ponto de partida.